# 小源戰鬥
小源戰鬥發生於1934年元月28日，地點則是在中國贛西。是國共內戰前期主要戰鬥之一，也是國軍第五次圍剿共軍的重要過程。該戰鬥交戰一方為中華民國國民革命軍，另一方則為中國共產黨所領導之中國工農紅軍。